# Радомир Клајић
Радомир Клајић (рођен 1876) је био истакнути српски есперантиста.
У српском есперантском покрету је дао значајан допринос пропагирању есперанта код неесперантиста. Написао је један од првих српских уџбеника за есперанто, 1910. године. Био је предсједник Београдског есперантског друштва и делегат у Свјетској есперантској организацији. Био је и предсједник Петог југословенског есперанто-конгреса. По занимању је био финансијски инспектор у Београду.
У његову част, данашње београдско есперантско друштво са сједиштем на Теразијама носи назив »Радомир Клајић«.